# Helge Hirsch

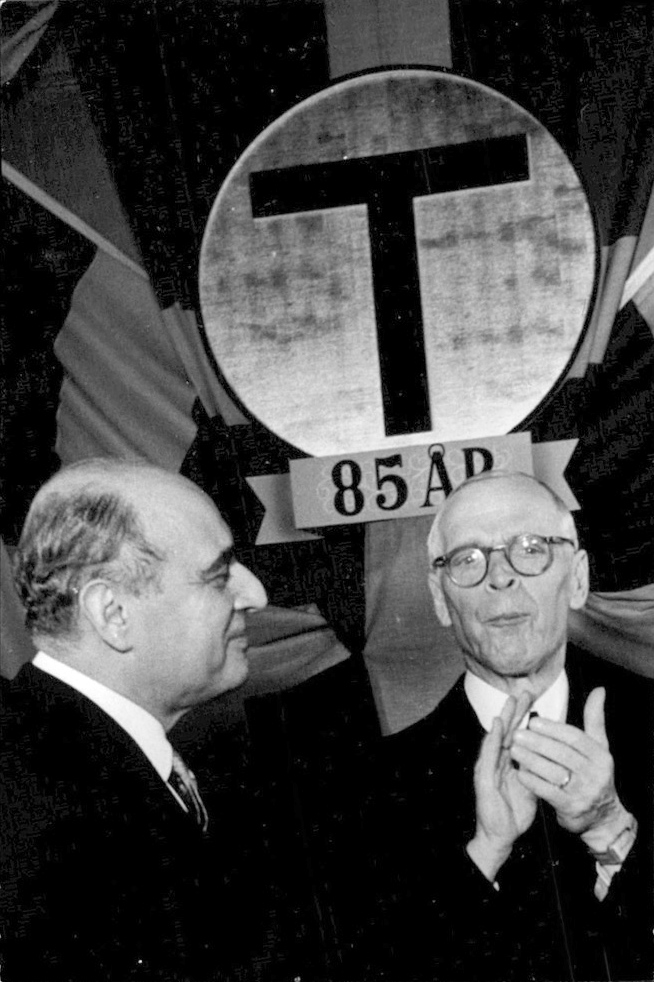
Direktörerna Helge Hirsch (till vänster) och Charles Werner under Svenska Telegrambyråns 85-årsjubileum.

Helge Verner Hirsch, född 9 maj 1888 i Stockholm, död 14 november 1972, var en svensk företagsledare. 
Hirsch avlade reservofficersexamen 1909 och studerade därefter juridik vid Uppsala universitet och Stockholms högskola. Han var tjänsteman vid Livförsäkringsanstalten Trygg 1910-14, därefter direktör och styrelseledamot vid AB Svenska Telegrambyrån, verkställande direktör där 1922-57 samt styrelseordförande 1958-67. Han var även styrelseledamot i diverse föreningar och bolag.